# Cryptoscatomaseter platypleurus
Cryptoscatomaseter platypleurus är en skalbaggsart som beskrevs av Paul E.Skelley och Robert E. Woodruff 1991. Cryptoscatomaseter platypleurus ingår i släktet Cryptoscatomaseter och familjen Aphodiidae. Inga underarter finns listade i Catalogue of Life.